# 无产阶级司令部和资产阶级司令部
资产阶级司令部是文化大革命时期使用的名词，意为中國共產黨领导层有一个以刘少奇、邓小平为首的资产阶级司令部，后来又认为有一个林彪为首的资产阶级司令部。无产阶级司令部为对称，即中国共产党领导层有一个以毛澤東为首的无产阶级司令部。文革是两个司令部指挥下的两个阶级、两条道路、两条路线的斗争。
《关于建国以来党的若干历史问题的决议》说，文革的论点是“党内走资本主义道路的当权派在中央形成了一个资产阶级司令部，它有一条修正主义的政治路线和组织路线，在各省、市、自治区和中央各部门都有代理人。”